# Unai Sordo
Unai Sordo Calvo (Baracaldo, Vizcaya, 2 de octubre de 1972) es un líder sindical español. Secretario general de Comisiones Obreras de Euskadi desde 2009, fue elegido secretario general de CCOO en su XI Congreso Confederal. Con anterioridad, fue también secretario de Juventud (2000-2004) y Territorial de Vizcaya (2004-2009).

## Biografía
Unai Sordo nació el 2 de octubre de 1972 en Baracaldo (Vizcaya), en una familia de clase humilde originaria de Valladolid. Es diplomado en Graduado Social por la Universidad del País Vasco (UPV-EHU) y trabajó en el sector de la industria de la madera antes de incorporarse con responsabilidad al sindicato. Además, fue militante activo durante los años anteriores a su integración.

## Trayectoria
En junio de 2000, en el VII Congreso, Sordo asumió la Secretaría de la Juventud de CCOO-Euskadi, cargo que compatibilizó con las tareas de organización en Vizcaya. En el VII Congreso (2004) pasó a ser responsable territorial de Vizcaya. Dentro del sindicato, Sordo también ha participado en el seguimiento de elecciones sindicales, formación interna y desarrollo de campañas.
Fue elegido secretario general de CCOO-Euskadi en el IX Congreso, celebrado en 2009, siendo reelegido en el X Congreso (2013) con el apoyo del 96% de los delegados.
El 11 de marzo de 2017, Ignacio Fernández Toxo, secretario general de CCOO, anunció que no se presentaría a la reelección en el XI Congreso Confederal, que se celebraría en junio de ese año. Acto seguido, respaldó ante el Consejo Confederal del sindicato la candidatura de Sordo, que obtuvo 117 votos a favor y 6 abstenciones. No obstante, Toxo afirmó que este apoyo "no impide que se presente otro candidato". Unai Sordo fue elegido Secretario General de CCOO el día 30 de junio de 2017.